# Lithobius
Genre

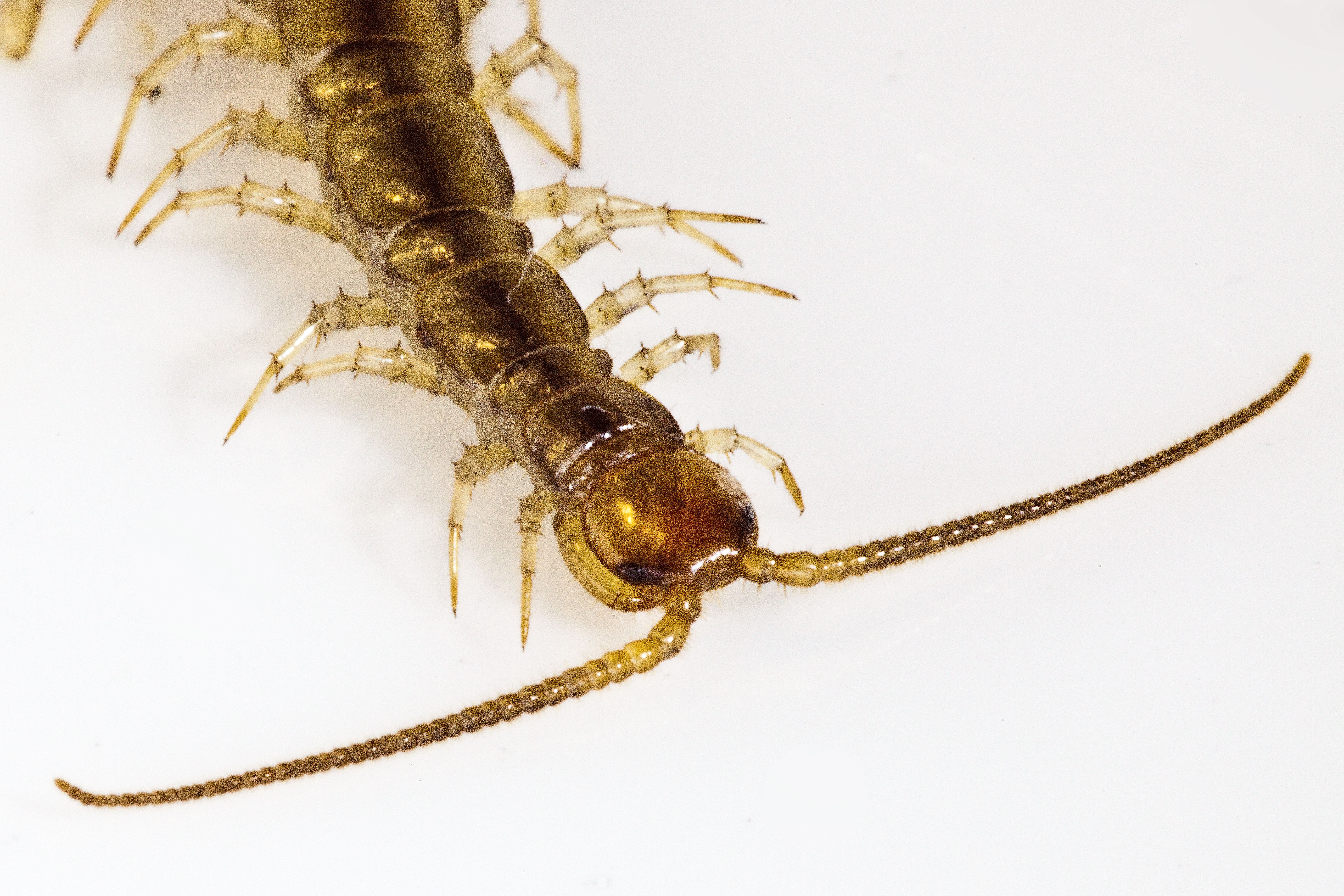
La mince cuticule des lithobies permet d'observer leurs organes internes, notamment le mouvement des muscles lors de leur activité principale, le nettoiement des antennes par les palpes.

Le genre Lithobius (du grec lithos « pierre » et bios « vie », en référence à leur mode de vie lucifuge sous les pierres à la recherche d'humidité) comprend des espèces de mille-pattes appelées lithobies. En France le plus commun et le plus célèbre d'entre eux est le Lithobie à pinces (Lithobius forficatus).

## Description
Ces espèces ont un corps aplati, divisé en 3 parties (tête, tronc et telson), mesurant de 2 à 5 centimètres de longueur. Elles ont une couleur jaune brun à marron caramel. Le tronc des lithobies adultes possède 19 segments et 15 paires de pattes ambulatoires courtes, simples (les Scolopendres ont 21 à 23 paires de pattes, les Scutigères 15 paires de pattes plus longues). La quinzième paire au niveau de la tête s'est transformée en crochets à venin (maxillipèdes appelés pattes-mâchoires ou forcipules, appendices très développés toujours ramenés sur les côtés de la tête et formés de 4 articles) qui leur servent à tuer leurs proies (de petits arthropodes) qu'elles détectent grâce à leurs antennes tactiles et olfactives (appendices multiarticulés dont le nombre d’articles est variable, pouvant atteindre 30). Ces antennes jouant aussi un rôle dans l'exploration de l'espace (appareil visuel peu efficace). Ces invertébrés sont lucifuges en raison de leur mode de vie nocturne, période qui les voit pratiquer surtout la chasse à l'affût.

## Liste des sous-genres
- Lithobius (Archilithobius) (Stuxberg, 1875)
- Lithobius (Chinobius) (Matic, 1913)
- Lithobius (Euporodontus) (Verhoeff, 1942)
- Lithobius (Hemilithobius) (Stuxberg, 1875)
- Lithobius (Lithobius) (Leach, 1814)
- Lithobius (Oligobothrus) (Latzel, 1880)
- Lithobius (Troglolithobius) (Matic, 1967)

Pour une liste complète des espèces, voir Liste des espèces du genre Lithobius.